# Saison 1913-1914 de la Juventus FC
Maillots
Chronologie
Saison précédente Saison suivante
La saison 1913-1914 du Foot-Ball Club Juventus est la quinzième de l'histoire du club, créé dix-sept ans plus tôt en 1897.
Le club de la cité de Turin participe ici à la 17e édition du championnat d'Italie (appelé alors à l'époque la Première catégorie).

## Historique
Durant cette saison, le club bianconero turinois, devenue équipe de second plan, revient de loin, et tente d'oublier ses deux dernières saisons noires, ayant enfoncé l'effectif dans la crise, aussi bien financière que de résultats.
Ayant changé de président, avec l'arrivée du suisse Giuseppe « Bino » Hess au cours de l'année 1913 qui rechangea les structures de base du club, les juventini commencent leur nouvelle saison avec un groupe presque exclusivement italien, à l'exception du suisse Füller et l'écossais Hescool Robb. On voit notamment les arrivées en défense de Filippo Castoldi, au milieu de Romolo Boglietti, Domenico Capello, Carlo Payer et Pietro Omodei Zorini, et en attaque Ernesto Boglietti, Gaido, Carlo Gallina, Marchisio et Antonio Payer.
Ayant même éviter de peu la relégation lors de la saison 1912-1913, la Juve se retrouve finalement placée dans le groupe de phase régionale éliminatoire de Lombardie, région voisine de son Piémont d'origine, et démarre donc sa saison de campionato d'Italia 1913-1914 (appelé officiellement la Prima Categoria 1913-1914), disputée de la manière que l'année précédente, avec de meilleures bases, prête à se reprendre en main (cette saison fut la dernière avant la Première Guerre mondiale).

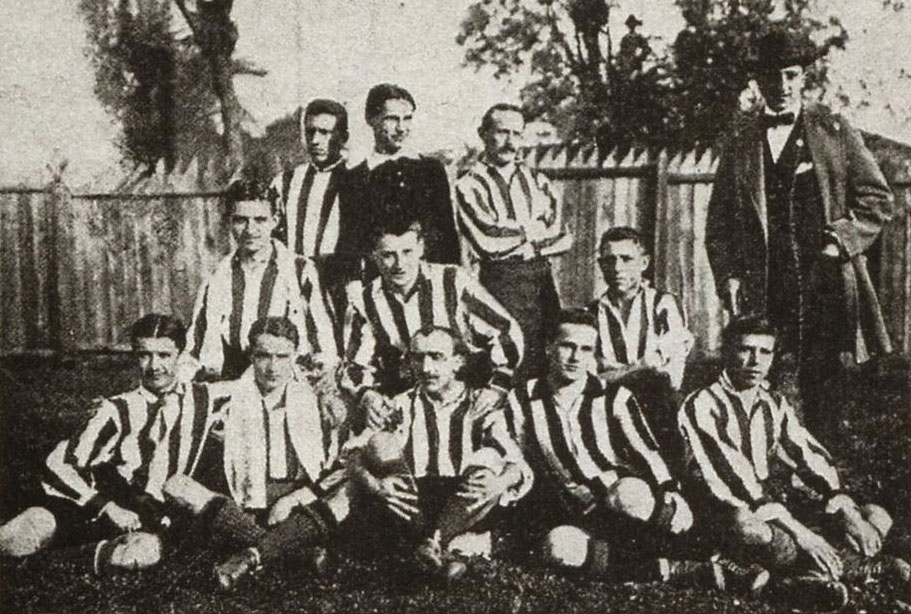
Les bianconeri au 4e rang en le championnat d'Italie du nord.

C'est donc le dimanche 12 octobre 1913 que les bianconeri commencent leur championnat dans le groupe centre de la phase régionale lombarde (Eliminatorie Lombardia), en y affrontant presque à chaque fois des clubs nouveaux à jouer. Lors de la 1re journée, le club commence bien sa saison en s'imposant 3-1 contre le Racing Libertas Club à domicile au Corso Sebastopoli (réalisations de Gaido, Capello et Bigatto). Continuant sur sa lancée, le club juventino renoue avec le succès et enchaîne une formidable série de victoires, ce qui ne lui était plus arrivé depuis plusieurs années, en s'imposant presque à chaque fois avec des scores importants. On note un mémorable 7 à 2 à domicile le 14 décembre contre l'Inter Milan (avec un but de Payer, et trois doublés, de Dalmazzo, Bona et Giriodi). Il faut attendre la 12e journée du 4 janvier 1914 pour voir la Juventus lourdement défaite, contre l'Inter par 6 buts à 1 (Payer sauva l'honneur). Cette défaite n'arrête pourtant pas les bianconeri qui continuent leur série victorieuse, battant le Milan 2-1 à Turin (doublé de Bona) ou encore humiliant véritablement le Novare Calcio chez eux par 2 à 8 (but contre son camp de Babbi, puis des doublés de Dalmazzo, Bona et Boglietti II), puis 9 buts à 0 contre Côme la journée suivante (avec un festival de Bona pour son quintuplé, premier joueur de la Juve à réaliser cette performance, et puis des doublés de Dalmazzo et de Boglietti I). À l'issue de la dernière journée de ce championnat lombard, le FBC Juventus termine à la deuxième place derrière l'Inter de Milan avec 28 points, pour 13 victoires, 2 nuls et 3 défaites, résultat encourageant qui les qualifie pour la phase nationale (Classifica finale).
Après ce bol d'air et une confiance retrouvée, la Juve commence sa phase nationale au bout de 2 semaines, le dimanche 15 mars contre l'Hellas Vérone à l'extérieur, et s'impose finalement 4-1 (avec un doublé de Payer et des réalisations de Dalmazzo et Boglietti I). Dans un groupe un peu plus relevé, les piémontais retrouvent des résultats plus équilibrés, en dents de scie, avec des victoires contre l'Inter ou contre le futur champion du Casale, des nuls contre l'AC Vicence, et quelques défaites contre le Genoa entre autres. Finalement, le club termine à l'honnête 4e place de ce groupe avec 10 points pris en 10 journées.
À la fin de cette nouvelle saison, un certain équilibre semble retrouvé, la Juve ayant réussi à sortir de ses anciennes saisons catastrophiques, grâce notamment à son nouveau buteur, Lorenzo Valerio Bona, auteur de 23 buts. Jamais autant de buts n'avaient été inscrits en une saison, individuellement (on note notamment les 13 réalisations de Benigno Dalmazzo et les 8 d'Ernesto Boglietti) et collectivement. Cette nouvelle base fut donc de bon augure pour la saison suivante.

## Déroulement de la saison

### Résultats en championnat

#### Phase régionale de Lombardie
| dimanche 12 octobre 1913 1re journée | Juventus                              | 3 - 1 | Racing Libertas | Stadio di Corso Sebastopoli, Turin Arbitre : Mauro |
| dimanche 12 octobre 1913 1re journée | Gaido 10e · Capello 19e · Bigatto 75e |       | 64e Binagli     | Stadio di Corso Sebastopoli, Turin Arbitre : Mauro |

| dimanche 19 octobre 1913 2e journée | Juventus Italia | 1 - 2 | Juventus                        | Milan Arbitre : Magni |
| dimanche 19 octobre 1913 2e journée | Paltenghi 89e   |       | 6e (csc) Gattoni · 33e Dalmazzo | Milan Arbitre : Magni |

| samedi 1er novembre 1913 3e journée | Milan                         | 3 - 1 | Juventus     | Campo Milan di Porta Monforte, Milan 15h00 Arbitre : Pedroni |
| samedi 1er novembre 1913 3e journée | Van Hege 30e 41e · Lovati 70e |       | 50e Dalmazzo | Campo Milan di Porta Monforte, Milan 15h00 Arbitre : Pedroni |

| dimanche 9 novembre 1913 4e journée | Juventus    | 1 - 3 | Novare                                | Stadio di Corso Sebastopoli, Turin Arbitre : Magni |
| dimanche 9 novembre 1913 4e journée | Capello 15e |       | 50e (pen.) Tomaselli · 65e 75e Piacco | Stadio di Corso Sebastopoli, Turin Arbitre : Magni |

| dimanche 16 novembre 1913 5e journée | Côme   | 1 - 3 | Juventus                                   | Côme Arbitre : Pedroni |
| dimanche 16 novembre 1913 5e journée | Carrer |       | 47e Gaido · 65e Dalmazzo · 75e Boglietti I | Côme Arbitre : Pedroni |

| dimanche 23 novembre 1913 6e journée | Juventus                             | 5 - 0 | Nazionale Lombardia | Stadio di Corso Sebastopoli, Turin 14h45 Arbitre : Meazza |
| dimanche 23 novembre 1913 6e journée | Giriodi 1re 15e · Boglietti I · Bona |       |                     | Stadio di Corso Sebastopoli, Turin 14h45 Arbitre : Meazza |

| dimanche 30 novembre 1913 7e journée | Juventus                                         | 4 - 0 | US Milanese | Stadio di Corso Sebastopoli, Turin 14h45 Arbitre : Pedroni |
| dimanche 30 novembre 1913 7e journée | Boglietti I 46e 87e · Giriodi 77e · Dalmazzo 82e |       |             | Stadio di Corso Sebastopoli, Turin 14h45 Arbitre : Pedroni |

| dimanche 7 décembre 1913 8e journée | AC Milanese | 1 - 1 | Juventus  | Milan Arbitre : Panzeri |
| dimanche 7 décembre 1913 8e journée | Villa       |       | 26e Gaido | Milan Arbitre : Panzeri |

| dimanche 14 décembre 1913 9e journée | Juventus                                                     | 7 - 2 | Inter                           | Stadio di Corso Sebastopoli, Turin 14h45 Arbitre : Pedroni |
| dimanche 14 décembre 1913 9e journée | Payer 5e · Dalmazzo 10e 85e · Bona 57e 86e · Giriodi 65e 66e |       | 30e Cevenini III · 58e Bavastro | Stadio di Corso Sebastopoli, Turin 14h45 Arbitre : Pedroni |

| dimanche 21 décembre 1913 10e journée | Racing Libertas | 0 - 5                                     | Juventus | Milan Arbitre : Cattaneo |
| dimanche 21 décembre 1913 10e journée |                 | 17e 80e Giriodi · 18e 40e 82e (pen.) Bona |          | Milan Arbitre : Cattaneo |

| dimanche 28 décembre 1913 11e journée | Juventus                                                        | 6 - 0 | Juventus Italia | Stadio di Corso Sebastopoli, Turin 15h00 Arbitre : Comazzi |
| dimanche 28 décembre 1913 11e journée | Payer 14e · Zorini 39e · Dalmazzo 45e · Bona 55e 70e 76e (pen.) |       |                 | Stadio di Corso Sebastopoli, Turin 15h00 Arbitre : Comazzi |

| dimanche 4 janvier 1914 12e journée | Inter                                                               | 6 - 1 | Juventus  | Milan Arbitre : Resegotti |
| dimanche 4 janvier 1914 12e journée | Cevenini III 1re 50e · Bavastro 10e 84e · Gama 20e · Cevenini I 48e |       | 30e Payer | Milan Arbitre : Resegotti |

| dimanche 25 janvier 1914 13e journée | Juventus            | 2 - 1 | Milan     | Stadio di Corso Sebastopoli, Turin 16h20 Arbitre : Comazzi |
| dimanche 25 janvier 1914 13e journée | Bona 14e (pen.) 51e |       | 75e Trerè | Stadio di Corso Sebastopoli, Turin 16h20 Arbitre : Comazzi |

| dimanche 1er février 1914 14e journée | Novare               | 2 - 8 | Juventus                                                  | Novare Arbitre : Scarioni |
| dimanche 1er février 1914 14e journée | Piacco · Travelletti |       | (csc) (csc) Babbi · (pen.) Dalmazzo · Bona · Boglietti II | Novare Arbitre : Scarioni |

| dimanche 8 février 1914 15e journée | Juventus                                                                | 9 - 0 | Côme | Stadio di Corso Sebastopoli, Turin Arbitre : Colombo |
| dimanche 8 février 1914 15e journée | Bona 5e 22e 60e 63e (pen.) 75e · Dalmazzo 20e 30e · Boglietti I 27e 40e |       |      | Stadio di Corso Sebastopoli, Turin Arbitre : Colombo |

| dimanche 15 février 1914 16e journée | Nazionale Lombardia   | 2 - 3 | Juventus               | Campo "Maddalena", Milan Arbitre : Bianchi |
| dimanche 15 février 1914 16e journée | Crotti 30e · Galbiati |       | Bona · 15e Boglietti I | Campo "Maddalena", Milan Arbitre : Bianchi |

| dimanche 22 février 1914 17e journée | US Milanese | 0 - 0 | Juventus | Milan Arbitre : Goetzlof |
| dimanche 22 février 1914 17e journée |             |       |          | Milan Arbitre : Goetzlof |

| dimanche 1er mars 1914 18e journée | Juventus         | 6 - 1 | AC Milanese    | Stadio di Corso Sebastopoli, Turin Arbitre : Quirci |
| dimanche 1er mars 1914 18e journée | Buteurs inconnus |       | Buteur inconnu | Stadio di Corso Sebastopoli, Turin Arbitre : Quirci |

##### Classement
|  |    | Phase régionale - centre | Pts | MJ | V  | N | D | BP | BC | Dif |
|  | -- | ------------------------ | --- | -- | -- | - | - | -- | -- | --- |
|  | 1. | Inter                    | 31  | 18 | 15 | 1 | 2 | 91 | 25 | +66 |
|  | 2. | Juventus                 | 28  | 18 | 13 | 2 | 3 | 67 | 24 | +43 |
|  | 3. | Milan                    | 26  | 18 | 11 | 4 | 3 | 58 | 19 | +39 |

#### Phase finale
| dimanche 15 mars 1914 1re journée | Hellas Vérone | 1 - 4 | Juventus                       | Vérone |
| dimanche 15 mars 1914 1re journée | Forlivesi     |       | Payer · Dalmazzo · Boglietti I | Vérone |

| dimanche 22 mars 1914 2e journée | Juventus | 1 - 0 | Inter | Stadio di Corso Sebastopoli, Turin 15h10 Arbitre : Pedroni |
| dimanche 22 mars 1914 2e journée | Bona 35e |       |       | Stadio di Corso Sebastopoli, Turin 15h10 Arbitre : Pedroni |

| dimanche 19 avril 1914 3e journée | Vicence                 | 2 - 1 | Juventus        | Campo di Borgo Casale, Vicence Arbitre : Cattaneo |
| dimanche 19 avril 1914 3e journée | Casalini 5e · Perin 62e |       | 35e (pen.) Bona | Campo di Borgo Casale, Vicence Arbitre : Cattaneo |

| dimanche 26 avril 1914 4e journée | Casale                      | 2 - 0 | Juventus | Casale Monferrato Arbitre : Laugeri |
| dimanche 26 avril 1914 4e journée | Mattea 50e · Gallina II 54e |       |          | Casale Monferrato Arbitre : Laugeri |

| dimanche 3 mai 1914 5e journée | Juventus                          | 2 - 4 | Genoa                           | Stadio di Corso Sebastopoli, Turin Arbitre : Colombo |
| dimanche 3 mai 1914 5e journée | Bona 85e (pen.) · Boglietti I 88e |       | 35e 66e 86e Grant · 82e Mariani | Stadio di Corso Sebastopoli, Turin Arbitre : Colombo |

| dimanche 10 mai 1914 6e journée | Juventus                                   | 4 - 1 | Hellas Vérone | Stadio di Corso Sebastopoli, Turin 16h00 Arbitre : Calì |
| dimanche 10 mai 1914 6e journée | Bona 10e 27e · Payer 20e · Boglietti I 65e |       | 88e Corsi     | Stadio di Corso Sebastopoli, Turin 16h00 Arbitre : Calì |

| dimanche 17 mai 1914 7e journée | Inter                | 2 - 2 | Juventus                      | Milan Arbitre : Cattaneo |
| dimanche 17 mai 1914 7e journée | Cevenini III 12e 55e |       | 25e Boglietti I · (pen.) Bona | Milan Arbitre : Cattaneo |

| dimanche 31 mai 1914 8e journée | Juventus                       | 2 - 2 | Vicence              | Stadio di Corso Sebastopoli, Turin Arbitre : Comazzi |
| dimanche 31 mai 1914 8e journée | Dalmazzo 11e · Boglietti I 20e |       | 22e Tonini · Ciscato | Stadio di Corso Sebastopoli, Turin Arbitre : Comazzi |

| dimanche 7 juin 1914 9e journée | Juventus    | 1 - 0 | Casale | Stadio di Corso Sebastopoli, Turin 17h15 Arbitre : Colombo |
| dimanche 7 juin 1914 9e journée | Collino 25e |       |        | Stadio di Corso Sebastopoli, Turin 17h15 Arbitre : Colombo |

| dimanche 21 juin 1914 10e journée | Genoa                                                      | 4 - 1 | Juventus         | Gênes Arbitre : Pedroni |
| dimanche 21 juin 1914 10e journée | Benvenuto 36e · Walsingham 58e · Grant 80e · Crocco II 82e |       | 26e Boglietti II | Gênes Arbitre : Pedroni |

##### Classement
|  |    | Classement final 1913-1914 | Pts | MJ | V | N | D | BP | BC | Dif |
|  | -- | -------------------------- | --- | -- | - | - | - | -- | -- | --- |
|  | 1. | Casale                     | 16  | 10 | 8 | 0 | 2 | 15 | 6  | +9  |
|  | 2. | Genoa                      | 14  | 10 | 6 | 2 | 2 | 22 | 11 | +11 |
|  | 3. | Inter Milan                | 11  | 10 | 4 | 3 | 3 | 22 | 16 | +8  |
|  | 4. | Juventus                   | 10  | 10 | 4 | 2 | 4 | 18 | 18 | 0   |

### Matchs amicaux
| dimanche 28 septembre 1913 | Juventus         | 2 - 1 | Alexandrie     |  |
| dimanche 28 septembre 1913 | Buteurs inconnus |       | Buteur inconnu |  |

| dimanche 5 octobre 1913 | Juventus         | 5 - 2 | Vigor            |  |
| dimanche 5 octobre 1913 | Buteurs inconnus |       | Buteurs inconnus |  |

| dimanche 26 octobre 1913 | Juventus         | 8 - 0 | Vigor |  |
| dimanche 26 octobre 1913 | Buteurs inconnus |       |       |  |

| dimanche 11 janvier 1914 | Alexandrie     | 1 - 1 | Juventus       |  |
| dimanche 11 janvier 1914 | Buteur inconnu |       | Buteur inconnu |  |

| dimanche 12 avril 1914 | Juventus | 0 - 1          | Wiener Amateur SV |  |
| dimanche 12 avril 1914 |          | Buteur inconnu |                   |  |

| lundi 13 avril 1914 | Juventus | 0 - 4            | Wiener Amateur SV |  |
| lundi 13 avril 1914 |          | Buteurs inconnus |                   |  |

#### Scarpa Radice
| samedi 20 septembre 1913 | Racing Libertas | score inconnu | Juventus |  |
| samedi 20 septembre 1913 |                 |               |          |  |

| dimanche 21 septembre 1913 | Inter            | 3 - 0 | Juventus |  |
| dimanche 21 septembre 1913 | Buteurs inconnus |       |          |  |

## Effectif du club
Effectif des joueurs du Foot-Ball Club Juventus lors de la saison 1913-1914.

## Buteurs
| 26 buts - Lorenzo Valerio Bona 13 buts - Benigno Dalmazzo 12 buts - Ernesto Boglietti 8 buts - Giuseppe Giriodi 6 buts - Carlo Payer | 3 buts - Romolo Boglietti - Gaido 2 buts - Domenico Capello 1 but - Carlo Bigatto - Sandro Collino - Pietro Omodei Zorini |